# Долиновский
Долиновский — посёлок в Новохопёрском районе Воронежской области России.
Входит в состав Коленовского сельского поселения.

## География

### Улицы
- ул. Административная
- ул. Дорожная
- ул. Садовая
- ул. Сосновая
- ул. Строительная
- ул. Чабанская
- ул. Школьная

## История
В 2015 году состоялось официальное переименование посёлка совхоза им. XXII партсъезда в посёлок Долиновский.

## Население
| 2010 |
| ---- |
| 385  |